# John Day (Oregon)
Pour les articles homonymes, voir John Day.
John Day est une ville américaine située dans le Grant en Oregon. En 2010 sa population était de 1 744 habitants.